# نازران
نازران (بالروسية: Назрань) هي إحدى مدن روسيا في الكيان الفدرالي الروسي إنغوشيتيا. وكانت عاصمة الإقليم بين عامي 1991 - 2000 قبل ان تحل محلها ماغاس والتي بنيت خصيصا لتكون العاصمة الجديدة.

## المناخ
يظهر الجدول التالي التغييرات المناخية على مدار السنة لنازران:
| البيانات المناخية لـنازران        | البيانات المناخية لـنازران | البيانات المناخية لـنازران | البيانات المناخية لـنازران | البيانات المناخية لـنازران | البيانات المناخية لـنازران | البيانات المناخية لـنازران | البيانات المناخية لـنازران | البيانات المناخية لـنازران | البيانات المناخية لـنازران | البيانات المناخية لـنازران | البيانات المناخية لـنازران | البيانات المناخية لـنازران | البيانات المناخية لـنازران |
| الشهر                             | يناير                      | فبراير                     | مارس                       | أبريل                      | مايو                       | يونيو                      | يوليو                      | أغسطس                      | سبتمبر                     | أكتوبر                     | نوفمبر                     | ديسمبر                     | المعدل السنوي              |
| --------------------------------- | -------------------------- | -------------------------- | -------------------------- | -------------------------- | -------------------------- | -------------------------- | -------------------------- | -------------------------- | -------------------------- | -------------------------- | -------------------------- | -------------------------- | -------------------------- |
| متوسط درجة الحرارة الكبرى °م (°ف) | 0.3 (32.5)                 | 1.7 (35.1)                 | 7.2 (45.0)                 | 15.2 (59.4)                | 21.2 (70.2)                | 24.9 (76.8)                | 27.3 (81.1)                | 26.8 (80.2)                | 21.8 (71.2)                | 15.3 (59.5)                | 7.8 (46.0)                 | 2.6 (36.7)                 | 14.3 (57.8)                |
| المتوسط اليومي °م (°ف)            | −3.6 (25.5)                | −2.5 (27.5)                | 2.6 (36.7)                 | 9.1 (48.4)                 | 15.0 (59.0)                | 18.7 (65.7)                | 21.2 (70.2)                | 20.6 (69.1)                | 15.8 (60.4)                | 9.9 (49.8)                 | 3.8 (38.8)                 | −1.1 (30.0)                | 9.1 (48.4)                 |
| متوسط درجة الحرارة الصغرى °م (°ف) | −7.5 (18.5)                | −6.7 (19.9)                | −2.0 (28.4)                | 3.1 (37.6)                 | 8.9 (48.0)                 | 12.6 (54.7)                | 15.2 (59.4)                | 14.5 (58.1)                | 9.8 (49.6)                 | 4.6 (40.3)                 | −0.2 (31.6)                | −4.8 (23.4)                | 4.0 (39.1)                 |
| الهطول مم (إنش)                   | 26 (1.0)                   | 28 (1.1)                   | 41 (1.6)                   | 67 (2.6)                   | 106 (4.2)                  | 130 (5.1)                  | 99 (3.9)                   | 79 (3.1)                   | 59 (2.3)                   | 45 (1.8)                   | 39 (1.5)                   | 31 (1.2)                   | 750 (29.4)                 |
| المصدر:                           |                            |                            |                            |                            |                            |                            |                            |                            |                            |                            |                            |                            |                            |

## توأمة
لنازران اتفاقيات توأمة مع:
- كيسلوفودسك

## أعلام
- زليمخان بكاييف
- حسن خالمورزياف
- راخيم تشاخكيييف
- إسلام تيمورزييف